# Myotis morrisi
Myotis morrisi (Hill, 1971) è un pipistrello della famiglia dei Vespertilionidi endemico dell'Etiopia e della Nigeria.

## Descrizione

### Dimensioni
Pipistrello di piccole dimensioni con la lunghezza totale di 93 mm, la lunghezza dell'avambraccio tra 45 e 47 mm, la lunghezza della coda di 45 mm, la lunghezza del piede tra 9,5 e 10 mm, la lunghezza delle orecchie tra 16 e 17 mm, l'apertura alare fino a 30 cm e un peso fino a 8 g.

### Aspetto
La pelliccia è corta e lanosa. Le parti dorsali sono bruno-arancioni, con la base dei peli bruno-nerastra, mentre le parti ventrali sono bianco-crema, con dei riflessi brunastri sul mento e lungo i fianchi. Il margine anteriore delle orecchie è concavo, mentre quello posteriore è convesso alla base e concavo all'estremità. Il trago è lungo circa quanto la metà del padiglione auricolare, affusolato, con la punta arrotondata e leggermente piegato all'indietro. Le ali sono giallo-arancioni con la porzione centrale delle membrane inter-digitali nera e sono attaccate posteriormente alla base dell'alluce. La coda è lunga ed inclusa completamente nell'ampio uropatagio. Il calcar è molto lungo e privo di carenatura.

## Biologia

### Comportamento
Si rifugia all'interno di grotte o in ambienti sotterranei.

### Alimentazione
Si nutre di insetti a circa 1-3 metri dal suolo.

## Distribuzione e habitat
Questa specie è conosciuta soltanto da due esemplari catturati in due località dell'Etiopia centro-occidentale e della Nigeria nord-orientale.
Vive nelle savane umide e secche.

## Conservazione
La IUCN Red List, considerata l'assenza di informazioni sufficienti circa il suo areale, lo stato di conservazione e le eventuali minacce, classifica M.morrisi come specie con dati insufficienti (DD).